# Głowica kablowa
Głowica kablowa to element osprzętu kablowego elektroenergetycznej linii kablowej służący do szczelnego zakańczania kabli i zapewniający im wymaganą wytrzymałość mechaniczną i elektryczną. Najczęściej głowice kablowe spotykane są w rozdzielniach na stacjach elektroenergetycznych, w stacjach transformatorowych jak i na słupach w przypadku skablowania odcinka linii napowietrznej.
Głowice kablowe mogą być dostosowane do pracy w warunkach wnętrzowych (rozdzielnie wnętrzowe) i napowietrznych (rozdzielnie napowietrzne). Do wnętrzowych zalicza się głowice butelkowe żeliwne, stożkowe, leżące, płaskie, kątowe z izolatorami w płaszczyźnie osi kabla, kątowe z izolatorami w płaszczyźnie prostopadłej do osi kabla, jednożyłowe, ołowiane małomasowe do kabli 3- i 4-żyłowych oraz głowice z żywic syntetycznych. Do napowietrznych należą głowice masztowe, płaskie słupowe, jednożyłowe oraz odgałęźne dla kabli 3-płaszczowe. 

## Konstrukcje głowic
W zależności od czynnika izolującego w kablu (czy kabel suchy, czy w izolacji gazowej, wodnej czy olejowej) i od jego napięcia stosuje się różne konstrukcje głowic.
- Głowice butelkowe – wykonane są z żeliwnego korpusu asfaltowanego oraz z bakelitowej pokrywy. Służą one w zasadzie do zakończania kabli z wyprowadzeniem kabla z pełną izolacją. Wyprowadzane żyły owija się dodatkowo taśmą olejową lub suchą bawełnianą i pokrywa lakierem izolacyjnym. Głowice te dostarczane są łącznie z pokrywami pełnymi, bez otworów na żyły. W zależności od potrzeby, należy wiercić otwory w pokrywie. Głowice te stosowano dla napięć do 1 kV.
- Głowice stożkowe
- Głowice leżące
- Głowice płaskie
- Głowice płaskie kątowe
- Głowice ołowiane małomasowe
- Głowice z żywic syntetycznych
- Głowice masztowe
- Głowice płaskie słupowe (GPs) - stosowane są do zakończania kabli w urządzeniach napowietrznych dla napięcia do 20 kV. Wykonane są one tak samo jak głowice płaskie wnętrzowe, z tym, że zbudowane na nich izolatory są typu napowietrznego.
- Głowice jednożyłowe